# Daniel Carpio
Daniel Carpio Maciotti (Sicuani, 11 de marzo de 1910 - Buenos Aires, 19 de agosto del 2009) fue un nadador peruano. Participó en cuatro Juegos Olímpicos consecutivos: Ámsterdam en 1928, Los Ángeles en 1932, Berlín en 1936 y Londres en 1948. 

## Biografía
Daniel Eulogio Carpio Massiotti, Carpayo, nació en Sicuani, departamento del Cusco, el 11 de marzo de 1910. De muy niño se traslada a Mollendo. Vivió parte de su niñez y juventud en Callao y desde 1965 en adelante en Argentina. Campeón peruano de los 100, 200 y 400 metros espalda a los 12, 13 y 14 años.
Fue el primer sudamericano en cruzar el Canal de la Mancha (en 1947 y 1951), teniendo también en su haber el cruce en tres oportunidades del Río de la Plata (1945, 1977 y 1982) y cuatro veces el Estrecho de Gibraltar (1948, 1977, 1987 y 1993).
Regresó a Perú de visita en 1995, año en que el Municipio de Callao a través de su entonces alcalde Alex Kouri le dio la Medalla de la Ciudad y diploma de honor como gloria peruana de la natación.
Regresó por última vez a Perú en octubre del 2006 con ocasión del reconocimiento que le brindó la Universidad Alas Peruanas, distinguiéndolo como doctor honoris causa, y presentando el libro en su honor, Daniel Carpio: El Último Gigante, escrito por el periodista Manuel Paz Aráoz.
Falleció en Buenos Aires, Argentina el 19 de agosto del 2009 a los 99 años de edad.

## Premios y reconocimientos
- Doctor honoris causa por la Universidad Alas Peruanas.[2]